# Municipio Guanare
Guanare es uno de los 14 municipios que integran el Estado Portuguesa y el principal de todos por albergar en la capital del estado Portuguesa la ciudad de Guanare.

## Historia
Fue fundada el 3 de noviembre de 1591 por el navegante y capitán portugués João Fernandes Leão Pacheco, natural de Portimão.
Guanare también considerada la «Capital espiritual de Venezuela» por la historia de que en sus llanuras se le presentó la advocación mariana Nuestra señora de Coromoto al indígena Coromoto. Esta virgen es venerada en Guanare y en todo el país. Fue declarada como la patrona de Venezuela por el papa Pío XII en 1950 
En 1859 ocurre la Guerra Federal. Los Federales al mando del General Ezequiel Zamora, se ven obligados a retirarse de Guanare, quienes incendian el pueblo y el mismo queda reducido a escombros. Posteriormente, a raíz de la promulgación de la Constitución Federal en 1868, se decidió unir las entidades Zamora y Portuguesa en una sola y llamarla estado Zamora con capital en la ciudad de Acarigua.

## Geografía
Tiene una superficie de 2008 km² y una población de 192 644 habitantes (censo 2011), es el municipio más poblado del Estado Portuguesa. Está dividido en 5 parroquias; Guanare, Córdoba, San José de la Montaña, San Juan de Guanaguanare, y la Virgen de Coromoto. La actividad agrícola es el sector económico que predomina en todo el Municipio Guanare por ello se le conoce como agrícola de Venezuela, Capital agroindustrial de Venezuela y El granero de Venezuela.

### Límites
- Al norte: el Estado Lara
- Al sur: los municipios Papelón y San Genaro de Boconoíto, ambos pertenecientes al Estado Portuguesa.
- Al este: el municipio Ospino del Estado Portuguesa.
- Al oeste: los municipios San Genaro de Boconoíto y Sucre, ambos pertenecientes al Estado Portuguesa.

### Parroquias
Este municipio está dividido en 5 parroquias, las cuales son:
| Parroquia              | Superficie | Población | Densidad |
| ---------------------- | ---------- | --------- | -------- |
| Córdoba                | km²        | hab.      | hab./km² |
| Guanare                | km²        | hab.      | hab./km² |
| San José de la Montaña | km²        | hab.      | hab./km² |
| San Juan Guanaguanare  | km²        | hab.      | hab./km² |
| Virgen de la Coromoto  | km²        | hab.      | hab./km² |

## Política y gobierno

### Alcaldes
| Período     | Alcalde electo           | Partido político / Alianza | % de votos | Notas Primeros alcalde electo por votación popular                                                                     |
| ----------- | ------------------------ | -------------------------- | ---------- | --- |
| 1989 - 1992 | Pablo Pacheco Montoya    | AD                         | 57,00      | Primer Alcalde Bajo elecciones directa                                                                                 |
| 1992 - 1995 | José Clemente Pérez Oraá | COPEI                      | 37,32      | Segundo alcalde bajo elecciones directas                                                                               |
| 1995 - 2000 | José Clemente Pérez Oraá | COPEI                      | -          | Reelecto (se realizaron elecciones generales adelantadas en el 2000 debido a la aprobación de la Constitución de 1999) |
| 2000 - 2004 | Jesús Vela Burgos        | AD                         | 37,85      | Tercer alcalde Bajo elecciones directas                                                                                |
| 2004 - 2008 | Rafael Calles            | MVR                        | 41,37      | Cuarto alcalde bajo elecciones directas                                                                                |
| 2008 - 2013 | Rafael Calles            | PSUV                       | 60,76      | Reelecto (se postergan 1 año las elecciones municipales pautadas para finales del 2012)                                |
| 2013 - 2017 | Rafael Calles            | PSUV                       | 70,76      | Reelecto |
| 2017 - 2021 | Óscar Novoa              | PSUV                       | 82,42      | Quinto alcalde bajo elecciones directas                                                                                |
| 2021 - 2025 | Óscar Novoa              | PSUV                       | 46,62      | Reelecto |

### Concejo municipal
Período 1989 - 1992
| Concejales:                 | Partido político / Alianza |
| --------------------------- | -------------------------- |
| Ramón La Cruz               | AD                         |
| Jesús Vela Burgos           | AD                         |
| Manuel Manrique             | AD                         |
| Eliodoro Perdomo            | AD                         |
| Antonio Escudero            | COPEI                      |
| Sergio Farroni              | COPEI                      |
| José Andrade Castillo       | MAS                        |
| Anamias Romero              | MAS                        |
| Caridad Mejías de Aranguren | DP                         |

Período 1992 - 1995
| Concejales:         | Partido político / Alianza |
| ------------------- | -------------------------- |
| Silvino Rivera      | AD                         |
| Jesús Vela Burgos   | AD                         |
| Joel Silva          | AD                         |
| Blanca de Gutiérrez | AD                         |
| Arévalo Villegas    | COPEI                      |
| Grossman Parra      | COPEI                      |
| Pedro Anzoátegui    | COPEI                      |
| José Andrades       | MAS                        |
| José La Cruz        | MAS                        |

Período 1995 - 2000
| Concejales:        | Partido político / Alianza |
| ------------------ | -------------------------- |
| Rómulo Carreño     | COPEI                      |
| Pedro Miguel Pérez | COPEI                      |
| Arévalo Villegas   | COPEI                      |
| José Delgado       | COPEI                      |
| José Rivero        | AD                         |
| José Porras        | AD                         |
| Ángel Galíndez     | AD                         |
| Sigfredo Burgos    | AD                         |
| Yamal El Hennaoi   | CONVERGENCIA               |

Período 2013 - 2018:
| Concejales      | Partido político / Alianza |
| --------------- | -------------------------- |
| Alí Azuaje      | PSUV                       |
| Rafael Álvarez  | PSUV                       |
| Albin Alvarado  | PSUV                       |
| Blas Tamayo     | PSUV                       |
| Celso González  | PSUV                       |
| Alberto Pérez   | PSUV                       |
| Tamar Dollar    | PSUV                       |
| Óscar Novoa     | PSUV                       |
| Ramón Rodríguez | PSUV                       |

Período 2018 - 2021
| Concejales         | Partido político / Alianza |
| ------------------ | -------------------------- |
| Dilia Quevedo      | PSUV                       |
| Geiliana Hernández | PSUV                       |
| Albin Alvarado     | PSUV                       |
| Betzaida Flores    | PSUV                       |
| Lino Díaz          | PSUV                       |
| Heddye Cristancho  | PSUV                       |
| Luis Carrizalez    | PSUV                       |
| Alberto Perez      | PSUV                       |
| Katerine Segarra   | PSUV                       |

Período 2021 - 2025
| Concejales           | Partido político / Alianza |
| -------------------- | -------------------------- |
| Cristiano Villalobos | PSUV                       |
| Lino Diaz            | PSUV                       |
| Maria Quintero       | PSUV                       |
| Geiliana Hernández   | PSUV                       |
| Juan Marín           | PSUV                       |
| Alberto Pérez        | PSUV                       |
| Katerine Segarra     | PSUV                       |
| Danny León           | MUD                        |
| Carmen Arrieche      | COPEI                      |